# خانه برقی
خانه برقی (انگلیسی: The Electric House) یک فیلم کوتاه کمدی به کارگردانی ادوارد اف. کلاین و باستر کیتون است که در سال ۱۹۲۲ منتشر شد.

## گزیدهٔ بازیگران
- باستر کیتون
- ویرجینیا فاکس
- جو کیتون
- مایرا کیتون
- جو رابرتز